# إير تراكتور إيه تي-400

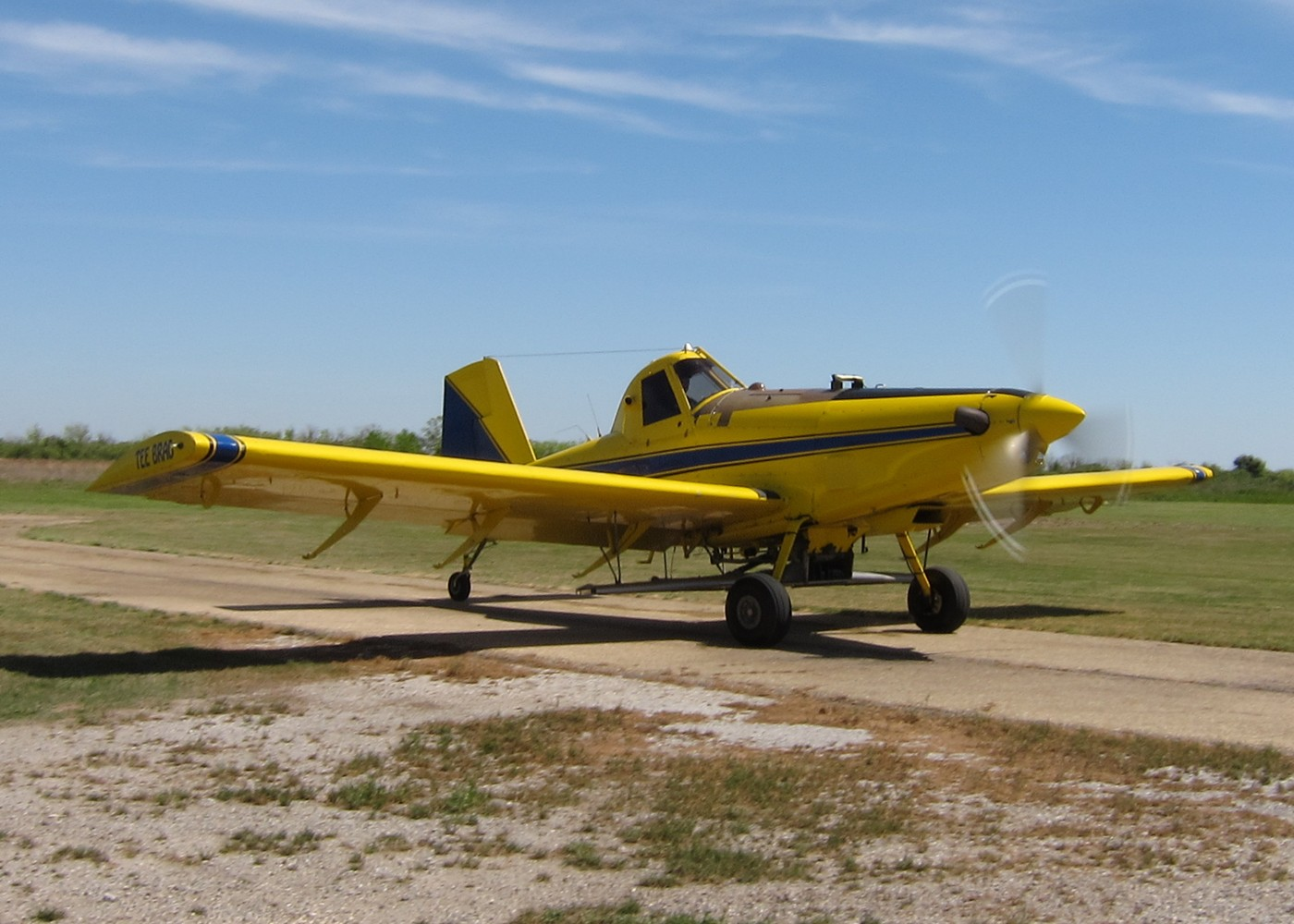
إيه تي-400 على المدرج

أير تراكتور إيه تي-400 (بالإنجليزية: Air Tractor AT-400)‏ هي طائرة زراعية طارت لأول مرة في الولايات المتحدة في سبتمبر 1979.

## مواصفات (AT-401)
مصدر البيانات: Janes's All The World's Aircraft 1993-94 
الخصائص العامة
- طاقم العمل: واحد
- السعة: 400غال أمريكي (1510 لتر) مواد كيميائية
- الطول: 27 قدم 0 إنش (8.23 م)
- طول الجناح: 49 قدم 1¼ إنش (14.97 م)
- الأرتفاع: 8 قدم 6 إنش (2.59 م)
- منطقة الجناح: 294.0 قدم2 (27.31 م2)
- نسبة العرض إلى الارتفاع: 8.20:1
- الوزن الفارغ: 4,135 رطل (1,875 كجم)
- الوزن الإجمالي: 7,860 رطل (3,565 كجم)
- المحرك: 1 × برات آند ويتني R-1340 محرك شعاعي, 600 حصان (447 كيلو وات)

الأداء
- السرعة القصوى: 156 ميل/ساعة (251[2] كم/س)
- سرعة الأنطلاق: 143 ميل/ساعة (230[3] كم/س)
- Stall speed: 61 ميل/ساعة (99[4] كم/س)
- المدى: 630 ميل (1,014 كم)
- معدل الصعود: 1,100 قدم / دقيقة (5.6 م/ث)